# آشفتگی جنسیتی (کتاب)
آشفتگی جنسیتی اثر تأثیرگذار جودیت باتلر، فیلسوف پساساختارگرا و منتقد فمنیست آمریکایی است که در زمینه نظریه فراهنجار و مطالعات جنسیت در سال ۱۹۹۰ میلادی به چاپ رسید و بیش از ۱۰۰٬۰۰۰ نسخه از آن در کشورهای دیگر و به زبان‌های مختلف منتشر شده‌است.
این کتاب در سال ۱۳۸۶ توسط امین قضایی به فارسی ترجمه شده و به صورت کتاب الکترونیکی در وب‌گاه مجله شعر به چاپ رسیده‌است.